# 川西宏幸
川西 宏幸（かわにし ひろゆき、1947年 - ）は、日本の考古学者。筑波大学名誉教授。文学博士。

## 略歴
徳島県生まれ。1976年（昭和51年）、京都大学大学院文学研究科博士課程考古学専攻満期退学。財団法人・古代学協会勤務を経て、筑波大学大学院人文社会科学研究科教授となる。
1978年（昭和53年）から翌年にかけ、論文「円筒埴輪総論」を発表し、円筒埴輪による古墳時代の広域編年を構築。天皇陵古墳などを含む全国の古墳の年代決定基準となり、現代の学界でも支持される成果となった。
1989年（平成元年）、「古墳時代政治史序説」で筑波大学文学博士。2013年（平成25年）に定年退官し、名誉教授となる。

## 著書
- 『古墳時代政治史序説』塙書房 1988
- 『古墳時代の比較考古学 日本考古学の未来像を求めて』同成社 1999
- 『同型鏡とワカタケル 古墳時代国家論の再構築』同成社 2004
- 『倭の比較考古学』同成社 2008
- 『脱進化の考古学』同成社 2015

### 共編
- 『文明と環境 1 古代文明と環境』安田喜憲共編 思文閣出版 1994
- 『講座・文明と環境 第4巻 都市と文明』金関恕共編 朝倉書店 1996
- 『東国の地域考古学』編 六一書房 2011

### 翻訳
- B.G.トリッガー『初期文明の比較考古学』同成社 2001

## 論文
- CiNii>川西宏幸